# Tipula (Eumicrotipula) hedymopa
Tipula (Eumicrotipula) hedymopa is een tweevleugelige uit de familie langpootmuggen (Tipulidae). De soort komt voor in het Neotropisch gebied.